# Registrar
Een registrar is een bedrijf dat in opdracht van bedrijven, instellingen of personen een domeinnaam registreert. Vaak leveren registrars ook een DNS-service. Registrars concurreren onderling om de beste service en de laagste prijs.
Voor de generieke topleveldomeinen is de ICANN verantwoordelijk. Alleen bedrijven die door de ICANN toegestaan worden kunnen domeinnamen registreren.
Voor elk landelijk topleveldomein (ccTLD) is het landelijke register (domain name registry) verantwoordelijk. Als gevolg daarvan bepaalt ieder register zelf welke bedrijven domeinnamen mogen registreren. Voor Nederland is dat bijvoorbeeld de SIDN, voor België is dat DNS Belgium en voor de Europese Unie is dat eurID.